# Suberitidae
Suberitidae is een familie van sponsdieren uit de klasse van de Demospongiae (gewone sponzen). 

## Geslachten
- Aaptos Gray, 1867
- Caulospongia Kent, 1871
- Homaxinella Topsent, 1916
- Plicatellopsis Burton, 1932
- Protosuberites Swartschewsky, 1905
- Pseudospongosorites McCormack & Kelly, 2002
- Pseudosuberites Topsent, 1896
- Rhizaxinella Keller, 1880
- Suberites Nardo, 1833
- Terpios Duchassaing & Michelotti, 1864